# Chintila
Chintila (en gótico: Kinþila; ¿? – 639/640) fue rey de los visigodos entre 636 y 639/640. Sabemos muy poco de su reinado, ya que las crónicas son escasas. Casi todo lo que sabemos es por las actas del  V y VI Concilio de Toledo. Su nombre también puede encontrarse escrito como Khíntila.

## Vida
Cuando el rey anterior Sisenando murió, dejó una monarquía muy debilitada e inestable. Chintila fue nombrado rey por la nobleza y los obispos en el año 636. Era así como se hacía la ceremonia y la elección, siguiendo una costumbre establecida desde tiempo atrás y según el canon n.º 75 del IV Concilio de Toledo.
Convocó el V Concilio de Toledo en el mes de junio de 636, donde básicamente se amenazó con duras penas a los usurpadores y a aquellos que atentaran contra el rey. Más aún, anatemizaba a todos aquellos que no respetaran la herencia del rey a sus hijos y familiares. De aquí deducen algunos autores que ya desde el comienzo de su reinado, Chintila se sentía amenazado.
Después convocó el VI Concilio de Toledo en junio del año 638. Se legisló sobre muchos asuntos; entre otros se determinó que la persona elegida como rey procediera de la nobleza y en ningún caso de los tonsurados ni de los de origen servil ni de entre los extranjeros. Se dictaron penas canónicas contra las conjuras en contra de la corona y se acordó que las propiedades adquiridas con justicia y ley por el rey, no podrían ser confiscadas por el sucesor en el trono. También se dictó una ley en que se prohibía a los no católicos residir dentro de las fronteras del reino. Por esta razón hubo muchas conversiones forzadas de judíos.
Esta continua obsesión con los usurpadores, y las menciones en reinados posteriores a ciertos rebeldes de la época de Chintila, hacen casi segura la existencia de varias rebeliones durante su reinado.
Chintila murió en 639 o 640 de muerte natural y le sucedió su hijo Tulga, al que había nombrado sucesor.